# Pakosław (gromada w powiecie iłżeckim)
Pakosław – dawna gromada, czyli najmniejsza jednostka podziału terytorialnego Polskiej Rzeczypospolitej Ludowej w latach 1954–1972.
Gromady, z gromadzkimi radami narodowymi (GRN) jako organami władzy najniższego stopnia na wsi, funkcjonowały od reformy reorganizującej administrację wiejską przeprowadzonej jesienią 1954 do momentu ich zniesienia z dniem 1 stycznia 1973, tym samym wypierając organizację gminną w latach 1954–1972.
Gromadę Pakosław siedzibą GRN w Pakosławiu utworzono – jako jedną z 8759 gromad na obszarze Polski – w powiecie iłżeckim w woj. kieleckim, na mocy uchwały nr 13k/54 WRN w Kielcach z dnia 29 września 1954. W skład jednostki wszedł obszar dotychczasowej gromady Pakosław ze zniesionej gminy Błaziny w tymże powiecie; ponadto lasy państwowe nadleśnictwa Marcule, oddziały Nr Nr 205 do 212. Dla gromady ustalono 13 członków gromadzkiej rady narodowej.
29 lutego 1956 do gromady Pakosław przyłączono oddziały Nr. Nr. 191–204 nadleśnictwa Marcule z gromady Polany w powiecie radomskim w tymże województwie.
31 grudnia 1961 gromadę zniesiono, a jej obszar włączono do gromady Krzyżanowice.